# Kapucinerordenen
Kapucinerordenen (latin Ordo Fratrum Minorum Capuccinorum, forkortes O.F.M.Cap., kaldes Kapucinerne) er en katolsk orden.
Den blev grundlagt af Matteo di Bassi af Urbano i 1525, som en reformeret udbrydergren af Franciskanerordenen. Ordenen blev godkendt i 1529. Navnet henviser til den spidse hætte, capuche, som medlemmerne bærer. 
Ordenen blev en central aktør i modreformationen med sin strenge observans af ordensreglen. Den har nu mildnet  kravene, men er fortsat regnet som den strengeste orden indenfor Franciskanerfamilien.